# 전갈자리 18
전갈자리 18은 전갈자리 북쪽 경계면에 자리 잡고 있는, 지구에서 45.7광년 떨어져 있는 항성이다.
전갈자리 18은 태양과 많은 물리적 제원이 흡사하다. Cayrel de Strobel(1996년)과 Porto de Mello & da Silva(1997년)은 전갈자리 18을 쌍둥이 태양이라고 결론지었다. 따라서 일부 과학자들은 이 항성 주위에 생명체가 살 가능성이 존재한다고 믿고 있다.

## 항성의 특징
전갈자리 18은 분광형 G2Va의 황색 왜성이다. Meléndez와 Ramírez (2007년)는 이 항성의 중원소 함량이 태양의 104퍼센트라고 밝혔다.
록우드(2002년)에 따르면 이 별은 측광학적 활동이 태양과 매우 유사하다고 한다. 이 별의 밝기 변화량은 전체 활동 주기에 걸쳐 볼 때 0.09%이다. 이는 최근의 태양 활동 주기 중 밝기 변화량과 거의 같은 값이다. 지만-도플러 화상법을 이용하여 페티트 연구진(2008년)은 이 별의 표면 자기장을 감지해 냈으며, 그 강도와 기하학적 특성이 대규모 태양 자기장과 매우 유사함을 보여주었다.
그러나 전갈자리 18의 활동주기는 태양에 비해 매우 짧으며, 채층 활동량 또한 태양보다 훨씬 더 크다.
전갈자리 18은 단독성이며 시선속도 측정으로 아직 이 별 주위를 도는 행성의 존재를 밝히지 못했다.
전갈자리 18은 태양보다 근소하게 중원소 함량이 높음에도 불구하고 리튬 함량은 태양의 세 배에 이른다. 이 때문에, Meléndez와 Ramírez (2007년)는 전갈자리 18을 ‘준 쌍둥이 태양’으로 부를 것을 제안했다. ‘쌍둥이 태양’(예: HIP 56948)은 모든 매개변수가 태양과 근사한 존재에 붙여야 한다는 것이다.

## 생명체의 존재 여부
2003년 애리조나 대학교 우주생물학자 마가렛 턴불은 전갈자리 18을 그녀가 작성한 항성목록 HabCat에 의거하여, 생명체를 품고 있을 유력한 후보 중 하나로 지목하였다.

## 같이 보기
- 항성 목록
- 가까운 별 목록
- 쌍둥이자리 37
- 행성 거주가능성
- 쌍둥이 태양
- 우주 식민화
- HD 98618

## 참고 문헌
1. ↑  Cayrel de Strobel, G. (1996). “Stars Resembling the Sun”. 《Astronomy & Astrophysics Review》 7 (3): 243–288. doi:10.1007/s001590050006.
2. ↑  Porto de Mello, G. F., and da Silva, L. (1997). “HR 6060: The Closest Ever Solar Twin?”. 《The Astrophysical Journal》 482 (2): L89–L92. doi:10.1086/310693.
3. ↑  Porto de Mello, G. F., & da Silva, L. (1997). “HR 6060: The Closest Ever Solar Twin?”. 《The Astrophysical Journal》 545 (2): L89–L92. doi:10.1086/310693.
4. 1 2  Meléndez, J., & Ramírez, I. (2007). “HIP 56948: A Solar Twin with a Low Lithium Abundance”. 《The Astrophysical Journal》 669 (2): L89–L92. doi:10.1086/523942.
5. ↑  G. W. Lockwood;  외. (May 2002). “Gauging the Sun: Comparative photometric and magnetic activity measurements of sunlike stars, 1984-2001” (PDF). 《Bulletin of the American Astronomical Society》 34: 651. 2006년 9월 5일에 원본 문서 (PDF)에서 보존된 문서. 2006년 10월 19일에 확인함.
6. 1 2  Hall, J. C., & Lockwood, G. W. (2007). “The Sun-Like Activity of the Solar Twin 18 Scorpii”. 《The Astronomical Journal》 133 (5): 2206–2008. doi:10.1086/513195.
7. ↑  Petit, P., Dintrans, B.;  외. (2008). “Toroidal versus poloidal magnetic fields in Sun-like stars : a rotation threshold”. 《Monthly Notices of the Royal Astronomical Society》 388 (1): 80.
8. ↑  Hall, J. C., & Lockwood, G. W. (2000). “Evidence of a Pronounced Activity Cycle in the Solar Twin 18 Scorpii”. 《The Astrophysical Journal》 545 (2): L43–L45. doi:10.1086/317331.
9. ↑  Marcy, G. W.;  외. (2005). “Five New Extrasolar Planets”. 《The Astrophysical Journal》 619 (1): 570–584. doi:10.1086/426384.